# Adrian Perera
Adrian Perera (ursprungligen Reidar Perera), född 12 augusti 1986 i Liljendal i landskapet Nyland i Finland, är en finlandssvensk poet. Perera har studerat engelska och har en magisterexamen i litteraturvetenskap från Åbo Akademi. Han arbetar som frilansjournalist och är bosatt i Åbo.
Perera debuterade 2017 med diktsamlingen White Monkey, som belönades med Svenska Yles litteraturpris. Hans debutroman, Mamma, utkom 2019. Pereras andra roman, Pappa, utkom 2020.

## Priser och utmärkelser
- 2016 – Arvid Mörne-priset
- 2017 – Svenska Yles litteraturpris[2]